# Cal (album)
Pour les articles homonymes, voir Cal.
Albums de Mark Knopfler
Local Hero
(1983) Comfort and Joy
(1984)
Cal est un album de musique composé par le chanteur guitariste britannique Mark Knopfler. Il s'agit de la bande originale du film Cal de Pat O'Connor sorti en 1984. Sorti l'année suivant Local Hero, Cal est la deuxième musique de film de Knopfler ainsi que la deuxième collaboration entre le leader des Dire Straits et le producteur David Puttnam.

## Liste des titres
| Local Hero | Local Hero                         | Local Hero | Local Hero | Local Hero | Local Hero | Local Hero | Local Hero | Local Hero | Local Hero |
| No         | Titre                              | Durée      |            |            |            |            |            |            |            |
| ---------- | ---------------------------------- | ---------- | ---------- | ---------- | ---------- | ---------- | ---------- | ---------- | ---------- |
| 1.         | Irish Boy                          | 3:55       |            |            |            |            |            |            |            |
| 2.         | The Road                           | 2:08       |            |            |            |            |            |            |            |
| 3.         | Waiting for Her                    | 0:38       |            |            |            |            |            |            |            |
| 4.         | Irish Love                         | 2:24       |            |            |            |            |            |            |            |
| 5.         | A Secret Place / Where Will You Go | 1:45       |            |            |            |            |            |            |            |
| 6.         | Father and Son                     | 7:41       |            |            |            |            |            |            |            |
| 7.         | Meeting Under the Trees            | 0:48       |            |            |            |            |            |            |            |
| 8.         | Potato Picking                     | 2:06       |            |            |            |            |            |            |            |
| 9.         | In a Secret Place                  | 1:08       |            |            |            |            |            |            |            |
| 10.        | Fear and Hatred                    | 2:18       |            |            |            |            |            |            |            |
| 11.        | Love and Guilt                     | 3:04       |            |            |            |            |            |            |            |
| 12.        | The Long Road                      | 7:13       |            |            |            |            |            |            |            |
| 35:08      |                                    |            |            |            |            |            |            |            |            |

## Musiciens
- Mark Knopfler – guitares
- Paul Brady – tin whistle, mandoline
- Liam O'Flynn – Uilleann pipes
- Guy Fletcher – claviers
- John Illsley – basse
- Terry Williams – batterie